# كريستوفر لينز
كريستوفر لينز (بالألمانية: Christopher Lenz)‏ هو لاعب كرة قدم ألماني، ولد في 22 سبتمبر 1994 في برلين في ألمانيا. لعب مع هولشتاين كيل ويونيون برلين و يلعب حاليا مع آينتراخت فرانكفورت

## وصلات خارجية
- كريستوفر لينز على موقع الاتحاد الأوربي (الإنجليزية)
- كريستوفر لينز على موقع قاعدة بيانات كرة القدم.إي يو (الإنجليزية)
- كريستوفر لينز على موقع Soccerway.com (الإنجليزية)
- كريستوفر لينز على موقع عالم كرة القدم.نت (الإنجليزية)
- كريستوفر لينز على موقع AS.com (الإسبانية)